# Daniel Pellerin
Pas d'image ? Cliquez ici

a Compétitions nationales et continentales officielles uniquement.

b Matchs officiels uniquement.
Daniel Pellerin, né le 30 décembre 1941 à Rouen (Seine-Maritime), est un joueur de rugby à XV et international français de rugby à XIII évoluant au poste d'ailier dans les années 1960 et 1970.
Enfant de Rouen, il découvre le rugby à XV au sein d'un club sur Rouen. Durant son service militaire au bataillon de Joinville, il réussit de belles performances en athlétisme, notamment en sprint, ce qui amènent des responsables de rugby à XIII de lui proposer d'intégrer un club de rugby à XIII. Il s'engage ainsi pour le R.C. Roanne en 1963 où il côtoie Bernard Vizier puis l'U.S. Villeneuve en 1964 sous la houlette, entre autres, de Jep Lacoste où il effectue le restant de sa carrière sportive. Il dispute avec ce dernier deux finales de Championnat de France en 1965 et 1974, ainsi que quatre finales de Coupe de France en 1966, 1969, 1970 et 1972, toutes perdues. Au sein du club villeneuvois, il joue avec à ses côtés les frères Christian et Jean-Pierre Clar, les frères Jacques et Raymond Gruppi, Christian Sabatié et Gérard Crémoux.
Ses performances remarquées en club l'amènent à être durant plusieurs années titulaire au poste d'ailier de l'équipe de France avec deux participations à la Coupe du monde en 1968 et 1970, il prend une part active aux côtés de Jean Capdouze et Georges Aillères au beau parcours de la sélection en 1968 les emmenant en finale, perdue contre l'Australie. Sous ce même maillot bleu, il connaît des victoires prestigieuses contre les meilleures sélections du monde : l'Australie, la Grande-Bretagne et la Nouvelle-Zélande.

## Biographie

### 1968: finaliste de la Coupe du monde
En mai-juin 1968, l’Australie et la Nouvelle-Zélande organisent la quatrième édition de la Coupe du monde de rugby à XIII, compétition créée en 1954 sous l'impulsion de l'ancien président de la fédération française Paul Barrière en invitant les trois autres nations majeures de rugby à XIII : l'Australie, la Grande-Bretagne et la Nouvelle-Zélande. Ce concept est maintenu depuis à intervalle irrégulier avec ces quatre mêmes nations. Daniel Pellerin est sélectionné au poste d'ailier avec André Ferren par Jep Lacoste pour cette édition aux côtés de ses coéquipiers villeneuvois Jean-Pierre Clar, Jacques Gruppi et Christian Sabatié,.
Daniel Pellerin prend part au poste d'ailier au match d'ouverture de la Coupe du monde contre la Nouvelle-Zélande le 25 mai 1968 au Carlaw Park en banlieue d'Auckland devant près de 18 000 spectateurs. L'adversaire néo-zélandais perd dès la 12e minute leur joueur Brian Lee, expulsé définitivement pour une manchette sur André Ferren, et dut évoluer en infériorité numérique toute la rencontre. Le demi français Jean Capdouze livre alors un duel de buteurs contre son homologue Ernie Wiggs avant de marquer un essai à la suite d'une relance de Jean-Claude Cros et d'une percée de Jean-Pierre Lecompte épaulé par Michel Molinier pour emmener J. Capdouze à marquer entre les poteaux. Dès lors, malgré une supériorité en mêlée fermée des Néo-Zélandais, la France conserve son avance jusqu'à la fin du match pour s'imposer 15-10.
La seconde rencontre face à la Grande-Bretagne s'avère être décisive pour une place en finale à la suite de la défaite de cette dernière face au grand favori australien. Programmée en Nouvelle-Zélande, les deux équipes s'affrontent le 1er juin 1968 au Carlaw Park devant près de 15 000 spectateurs. Un temps pluvieux sévit sur la pelouse qui rend impossible la tenue d'un jeu ordonné. Devant cette difficulté, les Britanniques mènent 2-0 à la mi-temps sur une pénalité de Bev Risman. Mais la seconde mi-temps tourne à l'avantage des Français forts d'un pack d'avants dominant et du jeu au pied de J. Capdouze, Roger Garrigue et Jean-Pierre Clar, D. Pellerin est tout près de marque un essai mais les Français parviennent à s'imposer sur un essai de Jean-René Ledru pour porter le score final à 7-2. La France se qualifie pour la finale pour la seconde fois de son histoire après l'édition de 1954.
Composition de l'équipe de France :
Pour la troisième rencontre de poule, la France va sur les terres australiennes après deux rencontres en Nouvelle-Zélande, celle-ci oppose les deux équipes qualifiées pour la finale le 8 juin 1968, la France et l'Australie. Afin de mieux préparer la finale qui se déroule deux jours après cette rencontre joué au Lang Park de Brisbane, les deux équipes font tourner leurs effectifs et D. Pellerin est mis au repos. Ce match s'achève sur un score sévère pour la France qui est nettement battue 37-4 et amène l'Australie à se poser comme le grand favori de la finale,.
D. Pellerin se trouve dans le treize titulaire pour cette finale qui se déroule le 10 juin 1968 au Sydney Cricket Ground devant près de 54 000 spectateurs. Dans un stade acquis à sa cause, l'Australie, dirigée par la charnière Billy Smith et Bob Fulton, réalise une haute performance en dominant l'équipe de France grâce à un jeu varié, dynamique et une domination territoriale. Les Français subissent le jeu australien malgré la vaillance de sa défense. Battue 20-2, D. Pellerin et la France terminent ainsi vice-champions du monde et espèrent entrevoir par cet exploit la volonté d'un renouveau du rugby à XIII dans son pays.

## Palmarès
- Collectif :
  - Finaliste de la Coupe du monde : 1968 (France).
  - Finaliste du Championnat de France : 1965 et 1974 (Villeneuve).
  - Finaliste de la Coupe de France : 1966, 1969, 1970 et 1972 (Villeneuve).

### Coupe du monde
| Édition         | Rang      | Résultats France | Résultats Pellerin | Matchs Pellerin |
| --------------- | --------- | ---------------- | ------------------ | --------------- |
| Australie 1968  | Finaliste | 2 v, 0 n, 2 d    | 2 v, 0 n, 1 d      | 3/4             |
| Angleterre 1970 | Troisième | 1 v, 0 n, 2 d    | 1 v, 0 n, 1 d      | 2/3             |

Légende : v = victoire ; n = match nul ; d = défaite.

### Détails en sélection
| Matchs internationaux de Daniel Pellerin | Matchs internationaux de Daniel Pellerin | Matchs internationaux de Daniel Pellerin | Matchs internationaux de Daniel Pellerin | Matchs internationaux de Daniel Pellerin | Matchs internationaux de Daniel Pellerin | Matchs internationaux de Daniel Pellerin | Matchs internationaux de Daniel Pellerin | Matchs internationaux de Daniel Pellerin | Matchs internationaux de Daniel Pellerin | Matchs internationaux de Daniel Pellerin | Matchs internationaux de Daniel Pellerin |
|                                          | Date                                     | Adversaire                               | Résultat                                 | Compétition                              | Poste                                    | Points                                   | Essais                                   | Pen.                                     | Drops                                    |                                          |                                          |
| ---------------------------------------- | ---------------------------------------- | ---------------------------------------- | ---------------------------------------- | ---------------------------------------- | ---------------------------------------- | ---------------------------------------- | ---------------------------------------- | ---------------------------------------- | ---------------------------------------- | ---------------------------------------- | ---------------------------------------- |
| sous les couleurs de la France           |                                          |                                          |                                          |                                          |                                          |                                          |                                          |                                          |                                          |                                          |                                          |
| 1.                                       | 18 janvier 1964                          | Australie                                | 8-16                                     | Test-match                               | Ailier                                   | -                                        | -                                        | -                                        | -                                        |                                          |                                          |
| 2.                                       | 8 mars 1964                              | Grande-Bretagne                          | 5-11                                     | Test-match                               | Ailier                                   | -                                        | -                                        | -                                        | -                                        |                                          |                                          |
| 3.                                       | 17 décembre 1967                         | Australie                                | 7-7                                      | Test-match                               | Ailier                                   | -                                        | -                                        | -                                        | -                                        |                                          |                                          |
| 4.                                       | 24 décembre 1967                         | Australie                                | 10-3                                     | Test-match                               | Ailier                                   | -                                        | -                                        | -                                        | -                                        |                                          |                                          |
| 5.                                       | 7 janvier 1968                           | Australie                                | 16-13                                    | Test-match                               | Ailier                                   | 3                                        | 1                                        | -                                        | -                                        |                                          |                                          |
| 6.                                       | 11 février 1968                          | Grande-Bretagne                          | 13-22                                    | Test-match                               | Ailier                                   | 6                                        | 2                                        | -                                        | -                                        |                                          |                                          |
| 7.                                       | 2 mars 1968                              | Grande-Bretagne                          | 8-19                                     | Test-match                               | Ailier                                   | 3                                        | 1                                        | -                                        | -                                        |                                          |                                          |
| 8.                                       | 25 mai 1968                              | Nouvelle-Zélande                         | 15-10                                    | Coupe du monde                           | Ailier                                   | -                                        | -                                        | -                                        | -                                        |                                          |                                          |
| 9.                                       | 2 juin 1968                              | Grande-Bretagne                          | 7-2                                      | Coupe du monde                           | Ailier                                   | -                                        | -                                        | -                                        | -                                        |                                          |                                          |
| 10.                                      | 10 juin 1968                             | Australie                                | 2-20                                     | Coupe du monde                           | Ailier                                   | -                                        | -                                        | -                                        | -                                        |                                          |                                          |
| 11.                                      | 28 octobre 1970                          | Grande-Bretagne                          | 0-6                                      | Coupe du monde                           | Remplaçant                               | -                                        | -                                        | -                                        | -                                        |                                          |                                          |
| 12.                                      | 1er novembre 1970                        | Australie                                | 17-15                                    | Coupe du monde                           | Ailier                                   | -                                        | -                                        | -                                        | -                                        |                                          |                                          |
| 13.                                      | 11 novembre 1970                         | Australie                                | 4-7                                      | Test-match                               | Ailier                                   | -                                        | -                                        | -                                        | -                                        |                                          |                                          |

### Détails en club
| Saison    | Saison        | Championnat           | Championnat | Coupe           | Coupe       | Sélection | Sélection | Sélection | Sélection | Sélection | Sélection | Sélection |
| Saison    | Saison        | Comp.                 | Class.      | Comp.           | Class.      | Comp.     | M         | Pts       | Ess.      | Buts      | Dp.       |           |
| --------- | ------------- | --------------------- | ----------- | --------------- | ----------- | --------- | --------- | --------- | --------- | --------- | --------- | --------- |
| 1963-1964 | RC Roanne     | Championnat de France | 1/4 finale  | Coupe de France |             |           | 2         | -         | -         | -         | -         |           |
| 1964-1965 | US Villeneuve | Championnat de France | Finaliste   | Coupe de France | 1/8 finale  |           |           |           |           |           |           |           |
| 1965-1966 | US Villeneuve | Championnat de France | Barrage     | Coupe de France | Finaliste   |           |           |           |           |           |           |           |
| 1966-1967 | US Villeneuve | Championnat de France | Barrage     | Coupe de France | 1/8 finale  |           |           |           |           |           |           |           |
| 1967-1968 | US Villeneuve | Championnat de France | 1/4 finale  | Coupe de France | 1/2 finale  | CM        | 8         | 12        | 4         | -         | -         |           |
| 1968-1969 | US Villeneuve | Championnat de France | 1/4 finale  | Coupe de France | Finaliste   |           |           |           |           |           |           |           |
| 1969-1970 | US Villeneuve | Championnat de France | 1/2 finale  | Coupe de France | Finaliste   |           |           |           |           |           |           |           |
| 1970-1971 | US Villeneuve | Championnat de France | 1/4 finale  | Coupe de France | 1/8 finale  | CM        | 3         | -         | -         | -         | -         |           |
| 1971-1972 | US Villeneuve | Championnat de France | 1/4 finale  | Coupe de France | Finaliste   |           |           |           |           |           |           |           |
| 1972-1973 | US Villeneuve | Championnat de France | 1/2 finale  | Coupe de France | 1/4 finale  |           |           |           |           |           |           |           |
| 1973-1974 | US Villeneuve | Championnat de France | Finaliste   | Coupe de France | 1/16 finale |           |           |           |           |           |           |           |
| 1974-1975 | US Villeneuve | Championnat de France | 1/2 finale  | Coupe de France | 1/8 finale  |           |           |           |           |           |           |           |